# Simina Mezincescu
Simina Mezincescu (născută Sanda Simina Sonia Caracaș; n. 4 noiembrie 1928 – d. 26 octombrie 2022) a fost o campioană de curse automobilistice din România interbelică, deținută politică încarcerată între 1959 și 1963, iar după 1989 reprezentantă și șefă de protocol a Casei Regale a României.

## Biografie
Sanda Simina Sonia Caracaș s-a născut în 1928, într-o familie cu origini aromâne, tatăl fiind Grigore Caracaș (1901-1971) iar mama, Saṣa (n. Costa-Foru; 1906-1987).   
A fost căsătorită de două ori, cu Petre Mironescu (1953, cu care a avut o fată, Yvette) și cu Matei Mezincescu (1965, după eliberarea din închisoare).
A fost condamnată în Lotul Noica-Pillat și închisă la Jilava, o pușcărie de tranzit, unde a stat un an, într-o cameră de 20 de paturi, în care erau 36 de deținute politice. A fost încarcerată și la închisoarea din Miercurea Ciuc, unde a împărțit celula cu soția lui Ion Mihalache.
În 1963 este eliberată, vila din strada Berthelot fiindu-i restituită. Cinci ani mai târziu, Simina Mezincescu a părăsit legal România, în urma intervenției lui Henri Coandă la Nicolae Ceaușescu.
Întoarsă în România după revoluția din 1989, Simina Mezincescu devine purtătoare de cuvânt a Casei Regale a României, găzduind-o pe principesa Margareta în vila din strada Berthelot, la prima vizită în țară a perechii regale (însoțită de cele două fete) din decembrie 1990, vizită de doar câteva ore, deoarece regele Mihai și Ana, soția sa, au fost expulzați de generalul de aviație Horia Opruță la ordinul președintelui Iliescu, după o scurtă călătorie de la Otopeni până la Pitești și înapoi, în care Simina Mezincescu i-a însoțit.
În anii următori, Siminei Mezincescu i-a fost retrocedată o moșie la Popești-Leordeni, pe care a vândut-o în 2010 pentru suma de 12 milioane de euro.
Simina Mezincescu a deținut funcția onorifică de șefă de protocol a casei regale.
Simina Mezincescu a decedat la data de 26 octombrie 2022, la vârsta de 93 de ani. Anunțul a fost făcut de Casa Regală a României.